# Josep Pujol
Josep Pujol o Josep Pujol i Juhí (Folgarolas, Barcelona; 1734 - San Lorenzo de Morunys, Lérida; 1809) fue un escultor español, el último del barroco catalán.

## Antecedentes familiares
Su abuelo Segismon Pujol (Gurb, 167? - Folgarolass, 1759), después de haber hecho el aprendizaje en Manresa, en el taller de la familia Graus, trabajó al servicio de Josep Sunyer en el retablo mayor de Prada de Conflent y en el de Prats de Llusanés donde se estableció. Fue el autor, entre otros, de los retablos de la Virgen de los Ángeles de Casserres de Bergadá (1702-18), de la Virgen de Coaner (1715-16) y del Rosario de Matamargó (1727-30); este último, hecho con la colaboración de su hijo Francesc Pujol i Planes (Prats de Llusanés, 1702 - Folgarolass, 1785). En 1721 pasó a residir en Folgarolas donde en 1734 nació su nieto Josep Pujol i Juhí, cuyo padre, Segismundo Pujol i Planes (Prats de Llusanés, 1710 - Folgarolas, 1745) fue autor ex aequo, con su padre homónimo, del retablo mayor de Santa María (1735).
Josep Pujol y Juhi, tras la muerte prematura de su progenitor, continuó el oficio familiar guiado por su abuelo y su tío. Hizo el retablo de San Clemente de la Selva (Solsonés) y trabajó en el de la Virgen del Socorro de Agramunt. En 1773 se trasladó a San Lorenzo de Morunys, desde donde ejecutó algunas obras para muchas iglesias parroquiales y capillas vecinas (Berga, santuarios del Paller de Bagá, la Guardia de Sagás, y de Lord, Busa, Basora (Navés), Sant Quintí de Travil, Sant Martí de las Sierras, San Clemente de la Selva, La Piedra, Lluelles). Su obra más importante es el conjunto escultórico de la capilla de la Virgen de los Colls, en la iglesia parroquial de San Lorenzo de Morunys (1773-1784), en el que desarrolló un extenso programa mariológico algunos aspectos del que se inspiran en grabados de los hermanos JS y J. B. Klauber.
Sus hijos Segismon, Josep, y Francesc Pujol y Santaló colaboraron asiduamente con él y ejecutaron individualmente algunas obras (en Cardona, Matamargó, Navés, Puigcerdá ...) Su hijo homónimo, Josep Pujol i Santaló, que volvió a Folgarolas en 1786, fue capitán de migueletes durante la Guerra Grande y a finales de siglo trabajó en el altar de la Virgen del Coro de Roda de Ter, el retablo mayor de San Martín de Riudeperas y en el retablo mayor del santuario de Cabrera.